# Алексеј Урманов
Алексеј Урманов (рус. Урманов, Алексей Евгеньевич; Лењинград, 17. новембар 1973) је руски клизач и тренер у уметничком клизању. Учествовао је на олимпијадама 1992 и 1994, а у Лилехамеру освојио златну медаљу у категорији појединачних учесника. 
Током своје каријере, Урманов је остао познат по својим костимима и балетским стилом. 
Постао је Европски шампион 1997. године, а 1999 освојио је титулу светског првака. 
Тренутно се бави тренерским послом и технички је специјалист за Интернационалну клизачку унију. Тренира Сергеја Воронова. Ожењен је Викторијом Урманов и заједно имају близанце.